# I cacciatori (film 1977)
I cacciatori è un film del 1977 diretto da Theo Angelopoulos.
È stato presentato in concorso al 30º Festival di Cannes.